# Philipp Maschl
Philipp Maschl (* 27. Dezember 1986 in Wien) ist ein österreichischer Journalist, Moderator und Kommentator beim ORF.

## Leben und Karriere
Philipp Maschl maturierte 2005 am BRG Krems Ringstraße. Danach leistete er seinen Zivildienst beim Samariterbund Traismauer ab.
Von 2010 bis 2014 war Maschl als Gemeinderat für die ÖVP in Traismauer tätig.
Er studierte an der Universität Wien Publizistik- und Kommunikationswissenschaft, sowie Qualitätsjournalismus an der Donau-Universität Krems. 2009 kam er über ein Praktikum zum Wiener Privatradiosender Radio Arabella, wo er zunächst als Reporter und später auch als Nachrichtensprecher tätig war. 2014 wechselte er zum ORF, wo er ein zweijähriges Traineeship absolvierte und das Jungjournalistennetzwerk „Denk|Raum“ im ORF aufbaute. Ab August 2015 war er in der ORF-Sportredaktion als Reporter, Kommentator und Moderator diverser Sportarten (Handball, Fußball, Pferdesport, Freestyle Snowboard, Freestyle Ski) tätig.
Maschl war regelmäßig bei Großereignissen im Einsatz. So kommentierte er bei den Olympischen Sommerspielen 2016 in Rio die Sportarten Bogenschießen, Wasserball und Fußball. Bei den nordischen Skiweltmeisterschaften 2017 in Lahti war der Journalist Moderator der Siegerehrungen in ORF Sport +. Bei den Special Olympics World Wintergames 2017 moderierte er die Eröffnungs- und Schlussfeier, sowie die täglichen Highlightssendungen im ORF. Im Zuge der Olympischen Winterspiele 2018 in PyeongChang war er als Interviewer und Live-Reporter im Einsatz. Außerdem war der Traismaurer Kommentator der Eröffnungs- und Schlussfeier der Winter-Paralympics 2018.
Anfang 2019 wechselt Maschl in die ORF-1-Information und moderierte ab Sommer 2020 das Magazin 1 und die Vorabendsendung "Hallo Österreich". Zur Fußball-Europameisterschaft 2021 ist der Traismaurer auch im Magazin "Heimspiel – Europa am Ball", mit dem Politologen Peter Filzmaier, als Moderator im Einsatz. Von Oktober 2021 bis Dezember 2022 übernahm er die Moderation des "AEM – Austrian eSports Magazine" in ORF Sport +. Ende März 2022 wird er Teil des Moderationsteams der Servicesendung "konkret". Zudem moderiert er aktuell die Infosendung "ZiB-Magazin" und gelegentlich die Frühstückssendung "Guten Morgen Österreich" in ORF 2.

## Auszeichnungen
2011 gewinnt der Journalist den Anerkennungspreis des Niederösterreichischen Journalistenpreises mit einem Radiobeitrag zum Thema "Die Atomkatastrophe von Japan. Stromstoß für die Energiedebatte – Konsequenzen für Niederösterreich".
Gemeinsam mit Astrid Radner gewinnt Maschl 2015 den Journalistenpreis "Familia 2014" in der Kategorie Online mit dem Projekt "Mama, sie braucht dich mehr".

## Ehrenamt
Der Hobbyfußballspieler ist Präsident des FC Sportunion Traismauer, wo Maschl auch als Spieler weiterhin tätig ist. Er hat 2012 und 2014 das Sportbenefizprojekt Social Day mitinitiiert.
Ende 2022 bringt er gemeinsam mit dem Journalisten Luca Kielhauser das Buch "Daheimkicker – Lebensmotor Fußball" heraus. Er engagiert sich außerdem in dem inklusiven Fußballverein "Spielerpass" und ist dort auch als Spieler aktiv.